# Valve Corporation
Valve Corporation (i daglig tale blot Valve) er en computerspils-virksomhed fra USA. De har udviklet spilserier, som Half-Life, Counter-Strike og Portal. De har udviklet Source og spilplatformen Steam, som er udgivet til Microsoft Windows, Mac OS X og Linux.

## Historie
Valve blev grundlagt af Gabe Newell og Mike Harrington d. 24 august 1996, som et L.L.C. beliggende i Kirkland, Washington. Efter inkorporering i april 2003, flyttede Valve fra sin oprindelige placering til Bellevue, Washington.
Efter at have sikret sig en licens til Quake-motoren (med hjælp fra en ven, Michael Abrash, i id Software) i slutningen af 1996 begyndte Newell og Harrington arbejdet på Half-Life. Half-Life var oprindeligt planlagt til udgivelse i slutningen af 1997, men blev først udgivet d. 19. november 1998. Valve opkøbte TF Software Pty Ltd, skaberne af modifikationen Team Fortress til Quake i maj 1998 med intentionen om at skabe et standalone Team Fortress. Gearbox Software har bidraget meget efter udgivelsen af Half-Life. Gearbox Software er ansvarlig for Half-Life udvidelsespakkerne, Half-Life: Opposing Force og Half-Life: Blue Shift, og konsol versionerne af Half-Life til Sega Dreamcast og PlayStation 2, som inkluderede en tredje udvidelsespakke, Half-Life: Decay, der gjorde det muligt for to spillere at spille co-op.
Efter Half-Life's succes arbejdede Valve, med mods, spin-offs og efterfølgere, herunder Half-Life 2. Alle Valves spil siden 2004 er bygget på Source motoren.

## Udgivelser
| Titel                            | År   | Genre                           | Platform                                            |
| -------------------------------- | ---- | ------------------------------- | --------------------------------------------------- |
| Half-Life                        | 1998 | First-person shooter (FPS)      | Windows, PlayStation 2, OS X, Linux                 |
| Team Fortress Classic            | 1999 | First-person shooter            | Windows, OS X, Linux                                |
| Half-Life: Opposing Force        | 1999 | FPS-udvidelsespakke             | Windows, OS X, Linux                                |
| Deathmatch Classic               | 2000 | First-person shooter            | Windows, OS X, Linux                                |
| Ricochet                         | 2000 | Actionspil                      | Windows, OS X, Linux                                |
| Counter-Strike                   | 2000 | First-person shooter            | Windows, Xbox, OS X, Linux                          |
| Half-Life: Blue Shift            | 2001 | FPS-udvidelsespakke             | Windows, OS X, Linux                                |
| Half-Life: Decay                 | 2001 | FPS-udvidelsespakke             | PlayStation 2                                       |
| Day of Defeat                    | 2003 | First-person shooter            | Windows, OS X, Linux                                |
| Counter-Strike: Condition Zero   | 2004 | First-person shooter            | Windows, OS X, Linux                                |
| Half-Life: Source                | 2004 | First-person shooter            | Windows                                             |
| Counter-Strike: Source           | 2004 | First-person shooter            | Windows, OS X, Linux                                |
| Half-Life 2                      | 2004 | First-person shooter            | Windows, Xbox, Xbox 360, PlayStation 3, OS X, Linux |
| Half-Life 2: Deathmatch          | 2004 | First-person shooter            | Windows, OS X, Linux                                |
| Half-Life Deathmatch: Source     | 2005 | First-person shooter            | Windows                                             |
| Day of Defeat: Source            | 2005 | First-person shooter            | Windows, OS X, Linux                                |
| Half-Life 2: Lost Coast          | 2005 | First-person shooter            | Windows, OS X, Linux                                |
| Half-Life 2: Episode One         | 2006 | First-person shooter            | Windows, Xbox 360, PlayStation 3, OS X, Linux       |
| Half-Life 2: Episode Two         | 2007 | First-person shooter            | Windows, Xbox 360, PlayStation 3, OS X, Linux       |
| Portal                           | 2007 | FPS-puslespil                   | Windows, Xbox 360, PlayStation 3, OS X, Linux       |
| Team Fortress 2                  | 2007 | First-person shooter            | Windows, Xbox 360, PlayStation 3, OS X, Linux       |
| Left 4 Dead                      | 2008 | First-person shooter            | Windows, Xbox 360, OS X                             |
| Left 4 Dead 2                    | 2009 | First-person shooter            | Windows, Xbox 360, OS X, Linux                      |
| Alien Swarm                      | 2010 | "Top-down-skydespil"            | Windows                                             |
| Portal 2                         | 2011 | FPS-puslespil                   | Windows, linux, OS X                                |
| Counter-Strike: Global Offensive | 2012 | First-person shooter            | Windows, Xbox 360, PlayStation 3, OS X              |
| Dota 2                           | 2013 | Multiplayer online battle arena | Windows, OS X, Linux                                |
| Artifact                         | 2018 | Digital collectible card game   | Windows, OS X, Linux                                |
| Half-Life: Alyx                  | 2020 | (VR) first-person shooter       | Windows 10                                          |
| Counter-Strike 2 (en)            | 2023 | First-person shooter            | Windows, Linux                                      |

### Annullerede spil
- Return to Ravenholm (Også kendt som Half-Life 2: Episode Four)[6] (Skulle have været udviklet af Arkane Studios)
- Stars of Blood[7]
- Fairy[8]

## Steam
Valve annoncerede på Game Developer Conference i 2002 deres spilplatform Steam. På det tidspunkt så det blot ud til at være en metode til at effektivisere processen til at opdatere spil med fejlrettelser, men blev senere afsløret til at være DRM og en digital distributions platform.
Valve har vist støtte til nogle af deres spil. For eksempel har Valve udgivet betydelige opdateringer til Team Fortress 2, herunder tilføjet nye kort, nye spilmodes, ekstra våben og nye præstationer samt tilføjet en butik, der sælger in-game genstande. Alle sådanne opdateringer, med undtagelse af den førnænvnte in-game butik, er obligatoriske, og stilles gratis til rådighed.
Der er over 1,400 spil tilgængelig på Steam, og i oktober 2010 annoncerede Valve, at Steam har oversteget 30 millioner aktive brugerprofiler.

## Valve Time
Valve Time er et industriudtryk brugt om spil, som ikke er udkommet til den annoncerede udgivelsesdato af Valve. Valve Time omfatter overvejende forsinkelser, men også noget indhold, der blev udgivet tidligere end forventet. Valve selv har anerkendt udtrykket, og lavet en wikiside om emnet. Valve har brugt udtrykket i annonceringer af forsinkelse af Portal 2's udgivelsesdato.